# Trine Østergaard
Pour les articles homonymes, voir Østergaard et Jensen.
Trine Østergaard Jensen, née le 17 octobre 1991 à Skanderborg au Danemark, est une handballeuse internationale danoise évoluant au poste d'ailière droite.

## Carrière
À l'âge de 22 ans, elle dispute sa première compétition internationale avec le Danemark lors du championnat du monde 2013 en Serbie, où elle remporte une médaille de bronze. Elle participe à tous les matchs et inscrit 21 buts durant la compétition.

## Palmarès

### En club
Compétitions internationales
- vainqueur de la Ligue européenne (C3) (1) : 2011 (avec le FC Midtjylland) et 2022 (avec le SG BBM Bietigheim)
- vainqueur de la Coupe des vainqueurs de coupe (C2) (1) : 2015 (avec le FC Midtjylland)

Compétitions nationales
- vainqueur du Championnat du Danemark (3) :  2011, 2013 et 2015 (avec le FC Midtjylland)
- vainqueur du Coupe du Danemark (3) :  2012, 2014 (avec le FC Midtjylland Håndbold), 2020 (avec le Odense Håndbold)
- vainqueur du Championnat d'Allemagne (2) :  2022, 2023 (avec le SG BBM Bietigheim)

### En sélection
Championnats du monde
- Médaille de bronze au championnat du monde 2013
- 6e place au championnat du monde 2015
- 6e place au championnat du monde 2017
- 9e place au championnat du monde 2019
- Médaille de bronze au championnat du monde 2021

Championnats d'Europe
- 8e place au championnat d'Europe 2014
- 4e place au championnat d'Europe 2016
- 8e place au championnat d'Europe 2018
- 4e place au championnat d'Europe 2020
- Médaille d'argent au championnat d'Europe 2022

### Distinctions individuelles
- élue meilleure ailière droite du championnat du Danemark en 2013 et 2014